# Garbenheim
Garbenheim is een plaats in de Duitse gemeente Wetzlar, deelstaat Hessen, en telt per 2024 2274 inwoners.
Johann Wolfgang von Goethe kwam vaak in Garbenheim, hij baseerde de plaats 'Wahlheim' uit Die Leiden des jungen Werthers op Garbenheim.

## Galerij

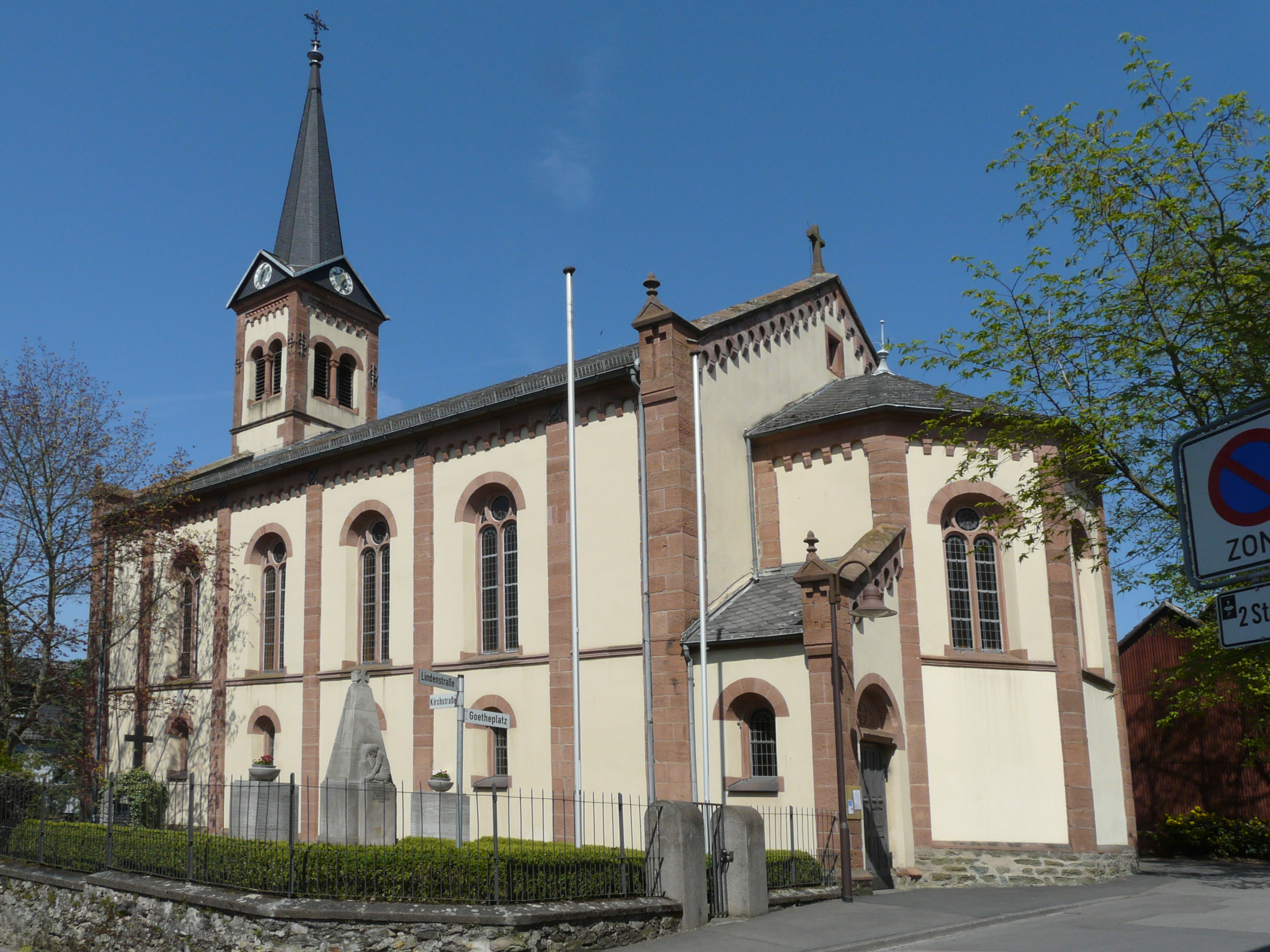
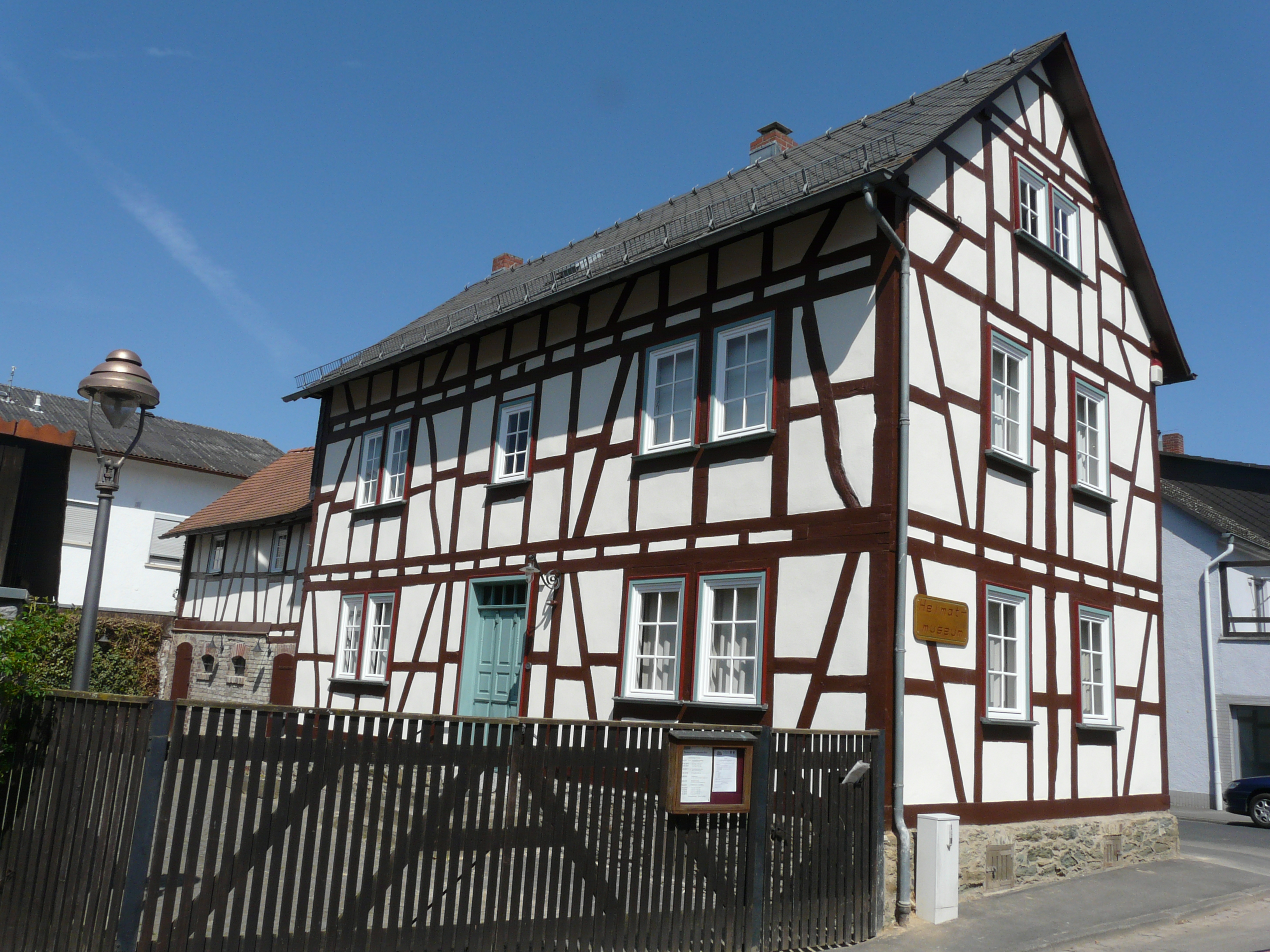
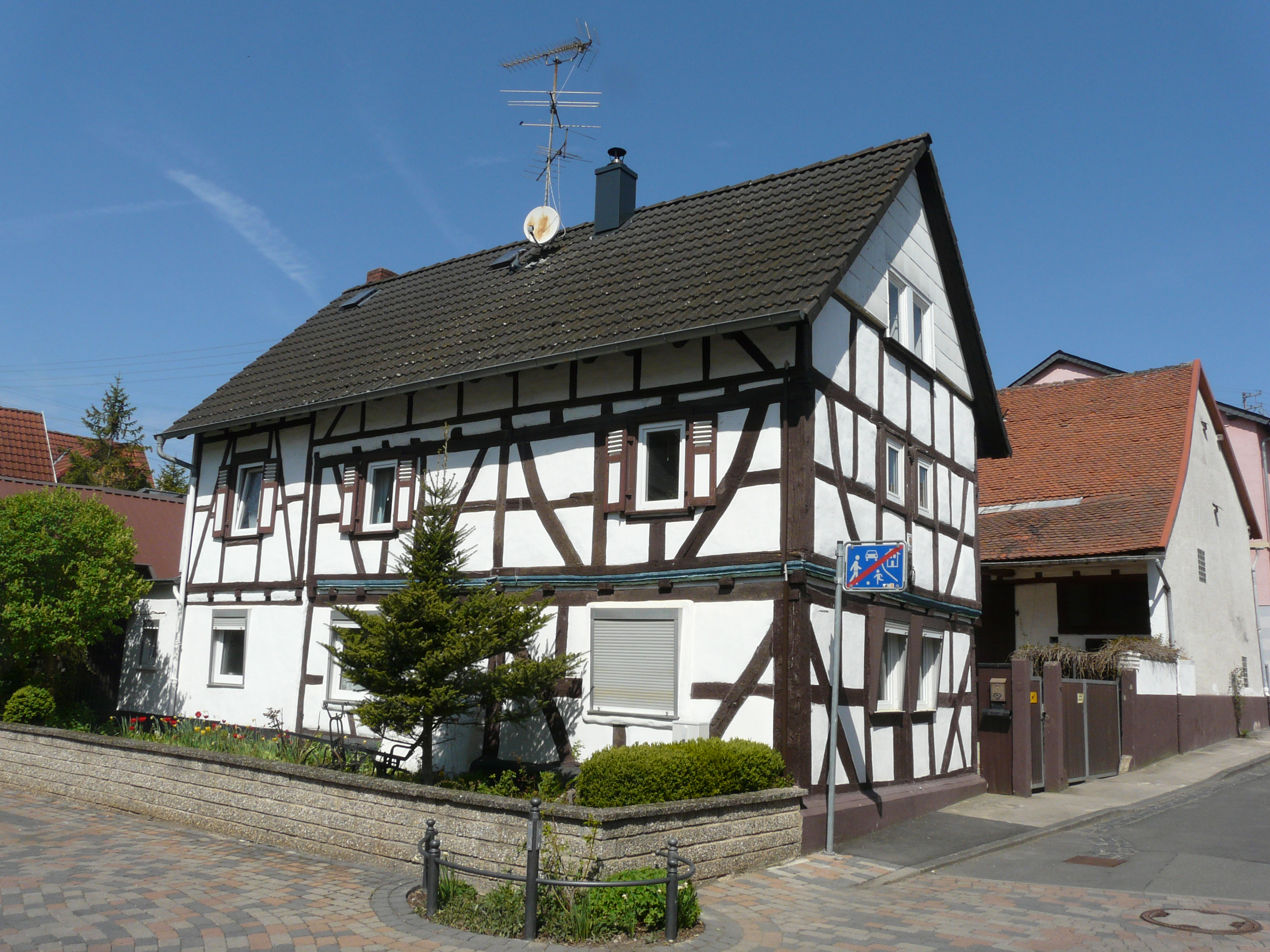
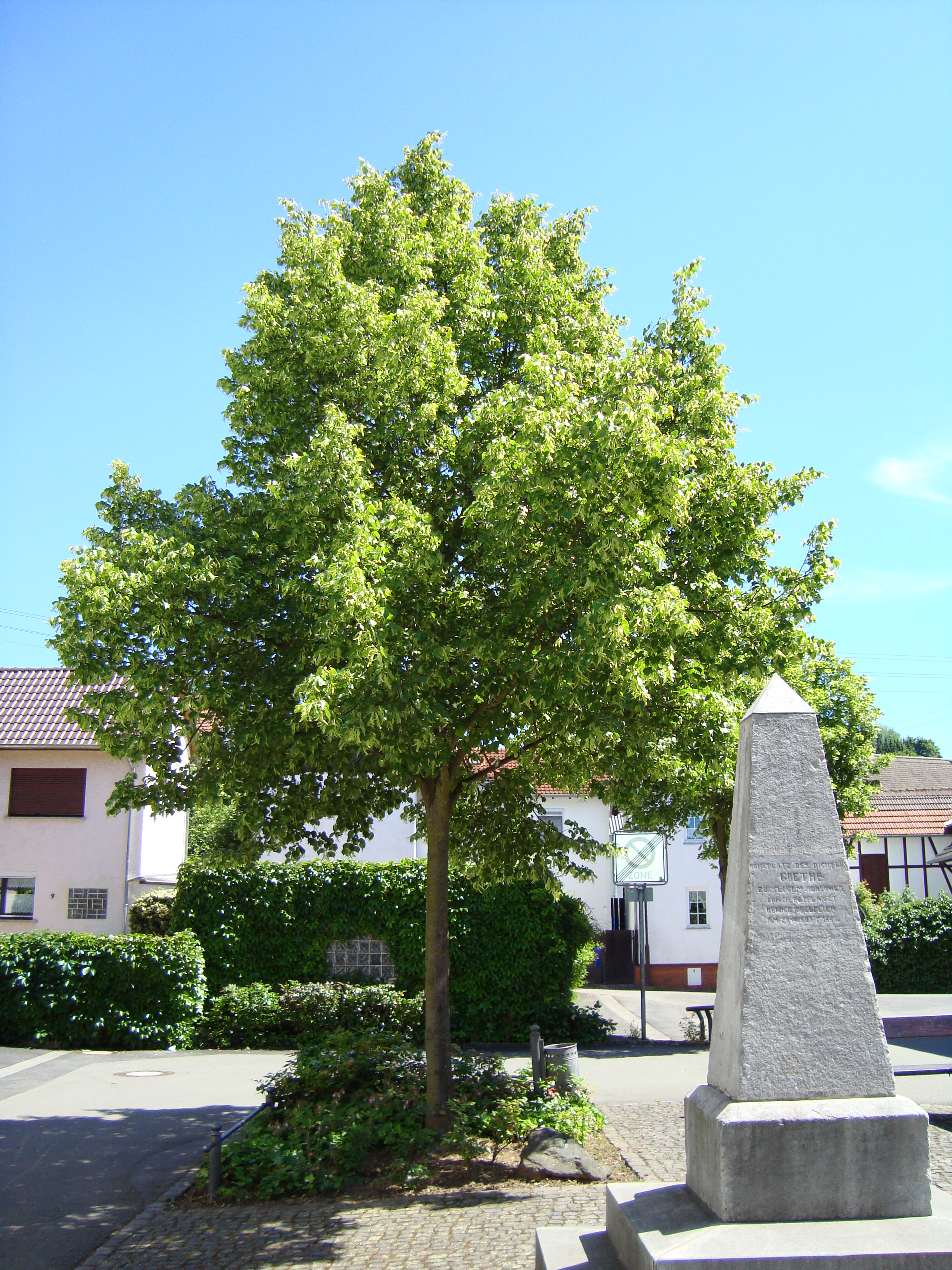